# Mike Bishop
Michael Dean Bishop, detto Mike (Almont, 18 marzo 1967), è un politico statunitense, membro della Camera dei Rappresentanti per lo stato del Michigan dal 2015 al 2019.

## Biografia
Laureato in legge all'Università statale del Michigan, Bishop lavorò come avvocato e agente immobiliare.
Entrato in politica con il Partito Repubblicano, nel 1998 fu eletto alla Camera dei Rappresentanti del Michigan e quattro anni dopo approdò al Senato di stato del Michigan, dove rimase fino al 2010. Negli ultimi tre anni di mandato, Bishop ricoprì anche la carica di leader di maggioranza.
Nel 2010 perse le elezioni alla carica di attorney general del Michigan, due anni dopo perse anche le elezioni per la carica di procuratore della contea di Oakland. Nel 2014 si candidò alla Camera dei Rappresentanti per il seggio lasciato vacante dal compagno di partito Mike J. Rogers e riuscì a vincere le elezioni divenendo deputato. Riconfermato per un secondo mandato nel 2016, venne sconfitto nel 2018 dalla democratica Elissa Slotkin.
Coniugato con Christina, è padre di tre figli.